# Ellen von Unwerth
Ellen von Unwerth (Fráncfort del Meno, 1954) es una fotógrafa y directora alemana, especializada en erotismo femenino. Trabajó como modelo durante diez años antes de dedicarse a la fotografía de moda, publicitaria y editorial.
Se hizo famosa por sus fotografías de Claudia Schiffer. Su trabajo ha sido publicado en revistas importantes, tales como Vogue, Vanity Fair, Interview, The Face, Arena, Twill, L'Uomo Vogue y I-D, y también ha publicado varios libros de fotografía. Ganó el primer premio en el Festival Internacional de Fotografía de Moda en 1991.
Realizó fotografía promocional para Duran Duran entre los años 1994 y 1997, e hizo algunas fotografías para su álbum de 1990 Libertad y su álbum de 1997 Medazzaland. Su trabajo aparece en otras portadas de discos: Pop Life de Bananarama (1991), Am I the Kinda Girl? de Cathy Dennis (1996), The Velvet Rope de Janet Jackson (1997), Saints & Sinners de All Saints (2000), Life for Rent de Dido (2003), Blackout de Britney Spears (2007), Back To Basics (2006) y Keeps Gettin' Better: A Decade of Hits (2008) de Christina Aguilera y Rated R y Talk That Talk de Rihanna.
También ha dirigido cortometrajes para diseñadores de moda, vídeos musicales para artistas de música pop, anuncios publicitarios y películas web para marcas como Revlon, Clinique o Equinox.

## Libros
- Snaps. 1994. ISBN 0-944092-29-2.
- Wicked. 1999. ISBN 3-88814-899-5.
- Couples. 1998. ISBN 3-8238-0367-0.
- Revenge. 2003. ISBN 1-931885-14-1.
- Omahyra & Boyd. 2005. ISBN 2-914171-20-X.
- Plumes et Dentelles. 2005. ISBN 2-84114-772-X.
- Fräulein. 2009. ISBN 978-3-8365-1477-4.
- Fräulein. 2011. ISBN 978-3-8365-2808-5.
- The Story Of Olga. 2012. ISBN 3-8365-3980-2.

## Películas
- I create myself
- Naomi
- Wendybird

## Fotografía editorial
- Lady Chatterley en MIXTE Magazine (2006)[1]
- Christina Aguilera en Cosmopolitan (2010)
- Eva Riccobono en Vogue Alemania (2003)
- Ann Ward en Vogue Italia (2011)
- Housework: A Living Death en Twill (2004)
- Girls at Play en Twill (2005)
- Christina Aguilera en Out (2010)
- Christina Aguilera en Latina (2010)
- Janet Jackson, para la promoción del álbum The Velvet Rope (1997)
- Christina Aguilera, para la promoción del álbum "Back To Basics" (2006)
- Fergie, para la promoción del álbum The Dutchess (2006)
- Britney Spears para la promoción del álbum Blackout Album Promoshoot (2007)
- Christina Aguilera para la promoción del álbum Keeps Gettin' Better: A Decade of Hits (2008)
- Rihanna para la promoción del álbum Rated R (2009)
- Emma Watson para Touchpuppet
- Beyoncé para la promoción del álbum 4 (2011)
- Rihanna para la promoción del álbum Talk That Talk (2011)
- Ashley Smith para Galore Mag (2012)[2]
- Miley Cyrus en Cosmopolitan (2017)
- Miley Cyrus en Wonderland Magazine (2018)
- Miley Cyrus para campaña publicitaria Converse (2018)
- Miley Cyrus para Victoria's Secret (2018)
- Miley Cyrus en Von Magazine (2018)

## Vídeos musicales
- "Fragment One-And I Kept Hearing" – Kenneth Bager (2010)
- "I Got Trouble" – Christina Aguilera (2007)
- "Bring It On" – N'Dea Davenport (1998)
- "Electric Barbarella" – Duran Duran (1997)
- "Ain't Nuthin' But a She Thang" – Salt-N-Pepa (1995)
- "Are 'Friends' Electric?" – Nancy Boy (1995)
- "Femme Fatale" – Duran Duran (1993)
- "I Will Catch You" – Nokko (1993)
- "Year of 4" - Beyoncé (2011)